# Jesse Metcalfe
Pour les articles homonymes, voir Metcalfe.
Jesse Metcalfe, né le 9 décembre 1978 à Carmel Valley dans le comté de Monterey (Californie), est un acteur et mannequin américain.

## Biographie

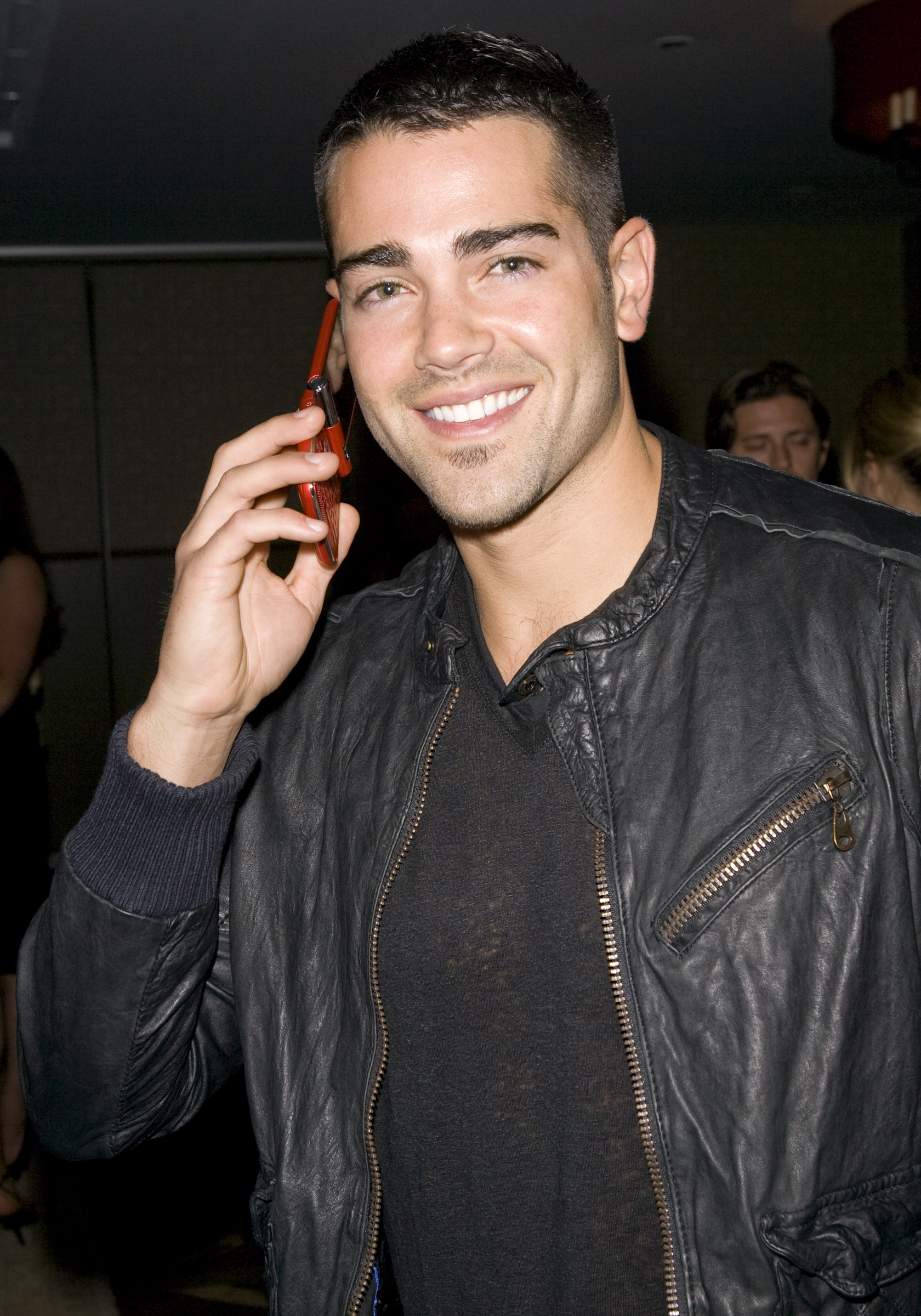
En 2010.

### Enfance et formation
Ayant des origines italiennes, françaises et portugaises,, Jesse Metcalfe grandit à Waterford dans le Connecticut.
Il débute par le mannequinat puis intègre l'université de New York où il étudie le cinéma. Il sort diplômé de la Tisch School of the Arts. 

### Carrière
Après être apparu dans des films d'étudiants, son agence l'envoie au casting du feuilleton Passions pour lequel il est engagé et endosse le rôle de Miguel Lopez-Fitzgerald, diffusé sur NBC de 1999 à 2004. Entre-temps, il apparaît dans deux épisodes de Smallville à la fin 2003 et au début de 2004.
La télévision ABC le choisit, en 2004, pour incarner John Rowland, un jeune lycéen de dix-sept ans qui vient régulièrement s'occuper du jardin des Solis tout en étant l'amant de Gabrielle Solis (Eva Longoria), dans la célèbre série Desperate Housewives.
Il a également participé, en tant qu'invité, au 40th Anniversary Restoration of Cabaret en avril 2012.
Entre 2012 et 2014, il interprète Christopher, le fils adoptif de Bobby Ewing, dans la suite de la série culte : Dallas.
En 2016, il rejoint la distribution principale de la série télévisée Chesapeake Shores, diffusée sur la chaîne Hallmark Channel depuis le 14 août 2016 aux États-Unis, dans laquelle il tient le rôle de Trace Riley. En 2021, Il quitte la série après quatre saisons. 
En septembre 2020, il participe à la saison 29 de Dancing with the Stars,.
En 2021, il est à l’affiche du film Fortress, aux côtés de Bruce Willis, Chad Michael Murray et Shannen Doherty.
En 2022, il participe à la deuxième saison de The Masked Dancer UK mais se fait éliminer.
Le 15 Septembre 2023, il est à l’affiche de la comédie romantique Divine Influencer, qui obtient d’excellentes critiques.
En 2024, il est à l'affiche du film d'action Clear Cut aux côtés de Tom Welling, Lochlyn Munro et Alec Baldwin, qui sort le 19 Juillet 2024.

### Vie privée
Grand sportif, Jesse Metcalfe joue au basket-ball, il avait d'ailleurs participé à un match qui avait pour but de récolter des fonds pour aider les écoles, et pratique notamment le golf.
Il a eu une relation avec Nadine Coyle entre 2006 et 2007,.
Entre décembre 2009 et novembre 2019, il a eu une relation avec l'actrice Cara Santana.
En 2020, il fréquente la mannequin Corin Jamie Lee Clark.
Ils se séparent deux ans plus tard.

## Filmographie

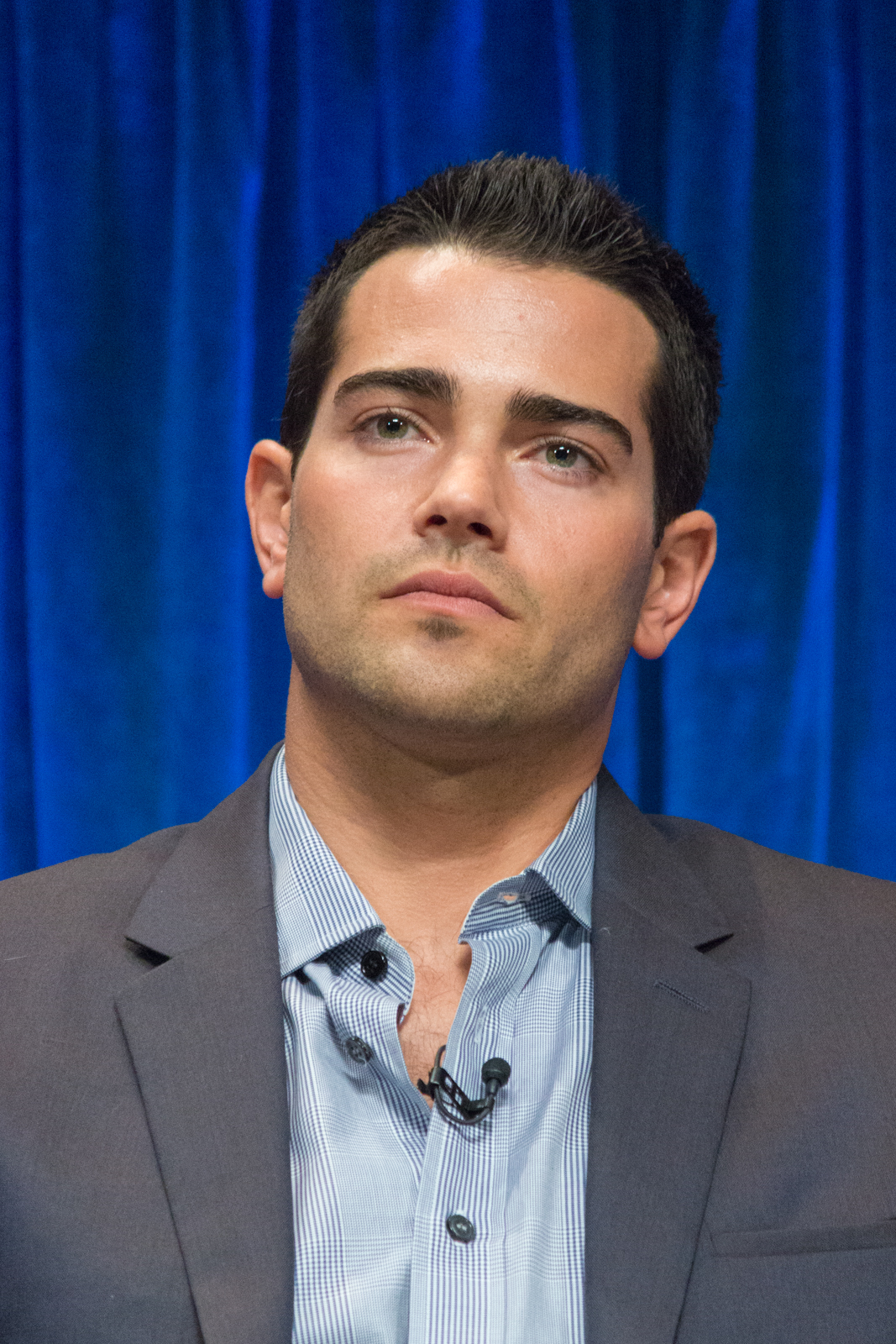
Jesse Metcalfe au PaleyFest 2013.

### Longs métrages
- 2006 : John Tucker doit mourir (John Tucker Must Die) : John Tucker
- 2008 : Loaded (en) : Tristan Price
- 2008 : L'aliéniste / Insanitarium (Insanitarium) : Jack Romero
- 2008 : À l'autre bout du fil (The Other End of the Line) : Granger Woodruff
- 2009 : Présumé Coupable (Beyond a Reasonable Doubt) : C.J. Nicholas
- 2010 : Torturés (The Tortured) : Craig Landry
- 2015 : Dead Rising (Dead Rising : Watchtower) : Chase Carter[14]
- 2015 : Destined : Officier Dylan Holder
- 2016 : Dead Rising: Endgame : Chase Carter
- 2016 : Dieu n'est pas mort 2 (God's Not Dead 2) : Tom Endler
- 2018 : The Ninth Passenger (en) de Corey Large : Brady
- 2018 : Évasion 2 : Le Labyrinthe d'Hadès (Escape Plan 2: Hades) de Steven C. Miller : Luke Walken
- 2020 : Cover Me (In Stranger Company) de Phillip Abraham : Richie Howell
- 2020 : Open Source (Hard Kill) de Matt Eskandari : Derek Miller
- 2020 : The Latin from Manhattan de Thomas Mignone : Carley
- 2021 : Fortress de James Cullen Bressack : Paul Michaels
- 2022 : Fortress: Sniper's Eye de Josh Sternfeld : Paul Michaels
- 2023 : On a Wing and a Prayer de Sean McNamara : Kari Sorenson
- 2023 : Divine Influencer de Shari Rigby : Andrew Geller

### Téléfilms
- 2003 : 44 minutes de terreur (The North Hollywood Shoot-Out) : l'homme en uniforme
- 2010 : Candidat à l'amour (Fairfield Road) : Noah McManus
- 2015 : Amour versus glamour (A Country Wedding) : Bradley Sutton
- 2017 : Papa par intérim à Noël (en) (Christmas Next Door) : Éric Redford
- 2019 : Noël sous un ciel étoilé (Christmas Under the Stars) : Nick Bellwith
- 2020 - présent : L'Île aux Mystères (A Martha's Vineyard Mystery) : Jeff Jackson (série de téléfilms, 4 épisodes)
- 2022 : Coup de foudre en harmonie (Harmony From The Heart) : Blake Williams
- 2023 : V.C. Andrews, la saga Cutler : Les promesses de l'Aurore (V.C. Andrews, Dawn) : Ormand Longchamp

### Séries télévisées
- 1999-2004 : Passions : Miguel Lopez-Fitzgerald (64 épisodes)
- 2003-2004 : Smallville : Van McNulty (2 épisodes)
- 2004-2009 : Desperate Housewives : John Rowland (30 épisodes)
- 2010-2011 : Chase : Luke Watson (18 épisodes)
- 2012-2014 : Dallas : Christopher Ewing (40 épisodes)
- 2014 : 2 Broke Girls : Sebastian (saison 4, épisode 2)
- 2016-2021 : Chesapeake Shores : Trace Riley (saison 1 à 4, invité saison 5 - 37 épisodes)
- 2025 : New York, police judiciaire : Sergent Danny DeLuca (saison 24, épisode 16)

## Distinctions
| Année | Prix                                         | Catégorie                                               | Nomination           | Résultat   |
| ----- | -------------------------------------------- | ------------------------------------------------------- | -------------------- | ---------- |
| 2009  | Soap Opera Digest Awards                     | Favorite Teen Star                                      | Passions             | Nomination |
| 2005  | 11e cérémonie des Screen Actors Guild Awards | Meilleure distribution pour une série télévisée comique | Desperate Housewives | Lauréat    |
| 2005  | 7e cérémonie des Teen Choice Awards          | Meilleure Révélation masculine de l'année               | Desperate Housewives | Lauréat    |
| 2005  | 7e cérémonie des Teen Choice Awards          | Meilleur acteur dans une série comique                  | Desperate Housewives | Nomination |

## Voix françaises
En France, Emmanuel Garijo est la voix française régulière de Jesse Metcalfe. 